# Ruszin kereszt

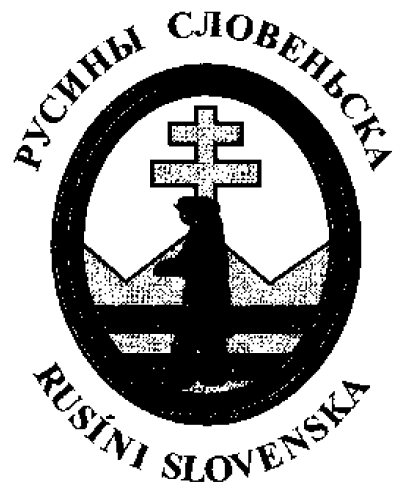
A ruszin kereszt és a ruszin medve

A ruszin kereszt jellemzően a görögkeletiek által használt vallási szimbólum. Állítják emlékműnek, templomokba és templomtornyokra, illetve sírokra fejfának, építik házak vagy templomok falaiba is. Magyarországon elvétve fordul elő.

## Hagyományos formája
Anyaga lehet kő, de jellemzően fa. Függőleges oszloprésze jellemzően négyzet keresztmetszetű, és ezt az oszlopot három, lefelé egyre szélesedő keresztszár metszi, amelyek közól a legalsó ferde. Neve arra utal, hogy főleg a ruszinok használták. Hívják még „kijevi Szent András” keresztjének is. Szent András „kijevi” előneve abból a legendából ered, amelyben András apostol a Dnyeper partján megjósolta, hogy ott keresztény város fog épülni, és egy dombon keresztet állított.
Egyes rendszerezők szerint a ruszin kereszt változata az orosz kereszt, amely a fő típustól abban különbözik, hogy legalsó szára is vízszintes. Ez a tulajdonképpeni ruszin keresztnél jóval gyakoribb: jellemzően ilyen keresztek díszítik a görögkeleti (bolgár, román, szerb) kolostorokat.

## Új jelentése
A fogalom föntebb ismertetett hagyományos jelentése az ezredfordulóra nagyrészt feledésbe merült. A kifejezés azonban továbbra is használatos, és olyan latin kereszteket jelölnek vele, amelyek előlapján a kereszten szenvedő Krisztus figurális (jellemzően festett) ábrázolása látható. Ilyen:
- a 2020-ban Múcsonyban állított hálaadó kereszt,[2][3]
- a Máramarosban álló  „ruszin kereszt”,[4]
- a Kárpátalján, a Szinevéri-tó közelében állított „ruszin kereszt”[5]

stb.
A szimbólum hagyományos formája a 21. században szórványosan fordul elő. Ilyen példa a Debrecen felső-Józsa városrészében átadott a ruszin görögkatolikus közösségi ház homlokzata.